# 秘密基地 (高田梢枝の曲)
「秘密基地」（ひみつきち）は、2005年5月11日に発売された高田梢枝の2枚目のシングル。

## 解説
タイトル曲「秘密基地」は、ミニアルバム「坂道発進」とオリジナルアルバム『雨天決行』の双方に収録された唯一の楽曲である。

## 収録曲
全曲 作詞・作曲：高田梢枝、編曲：TOMI YO
1. 秘密基地 [4:54]
MBS・TBS系アニメ『交響詩篇エウレカセブン』第1期エンディングテーマ
2. インコ [6:33]

## 初回特典
- 吉田健一書き下ろしイラストキャップ

## 収録アルバム
- ミニアルバム『坂道発進』（#1, #2） - #2はアレンジバージョンでの収録。
- アルバム『雨天決行』（#1）

## カバー
- 豊崎愛生 - 2009年5月17日のライブイベント「スフィア 1st Stream ～スフィアとアニメの音楽会～」内にてカバー。
- エノ（荻野葉月） - 2021年9月10日配信のデジタルシングル「秘密基地（Arranged cover）」にてカバー。